# Kadir Mısıroğlu
Kadir Mısıroğlu (ur. 24 stycznia 1933 w Akçaabaciecie, prowincja Trabzon, zm. 5 maja 2019 w Stambule) – turecki pisarz, prawnik, dziennikarz i teoretyk spiskowy, znany ze swoich islamistycznych, antysekularystycznych i monarchistycznych opinii w okresie bezpośrednio po jednopartyjnym okresie Republiki Turcji.

## Życiorys
Mısıroğlu urodził się w Akçaabat w prowincji Trabzon i zapisał się na Wydział Prawa Uniwersytetu w Stambule w 1954 roku. Zainteresował się historią w trakcie studiów uniwersyteckich i rozpoczął badania jako historyk amator. Pracował nad zdyskredytowaniem rządów tureckich świeckich nacjonalistów. Założył wydawnictwo Sebil w 1964 roku, a tytułowy magazyn w 1976 roku. W swojej karierze opublikował ponad 50 książek. Jego książka z 1974 roku uznająca historyczne dziedzictwo traktatu z Lozanny z 1923 roku przyniosła mu powszechne uznanie wśród konserwatystów.
W 1977 roku Mısıroğlu został kandydatem prowincji Trabzonu z Islamistycznej Partii Ocalenia Narodowego do Wielkiego Zgromadzenia Narodowego Turcji, ale nie został wybrany. Został członkiem Komitetu Centralnego partii w 1978, pełnił urząd do roku 1980, gdzie po zamachu stanu ubiegał się o azyl w Niemczech i osiadł we Frankfurcie.
Mısıroğlu wrócił do Turcji w 1991 roku. Założył fundację Osmanlılar İlim ve İrfan Vakfı, neoosmańską monarchistyczną organizację pozarządową w 1994 r. I prowadził ją do co najmniej 2014 roku.
Mısıroğlu znany jest z kontrowersyjnych, a czasem fikcyjnych, publicznych wypowiedzi. W lipcu 2016 roku stwierdził w wywiadzie telewizyjnym, że Szekspir nie był w rzeczywistości Anglikiem, ale tajnym muzułmaninem.